# Chopper (Motorrad)

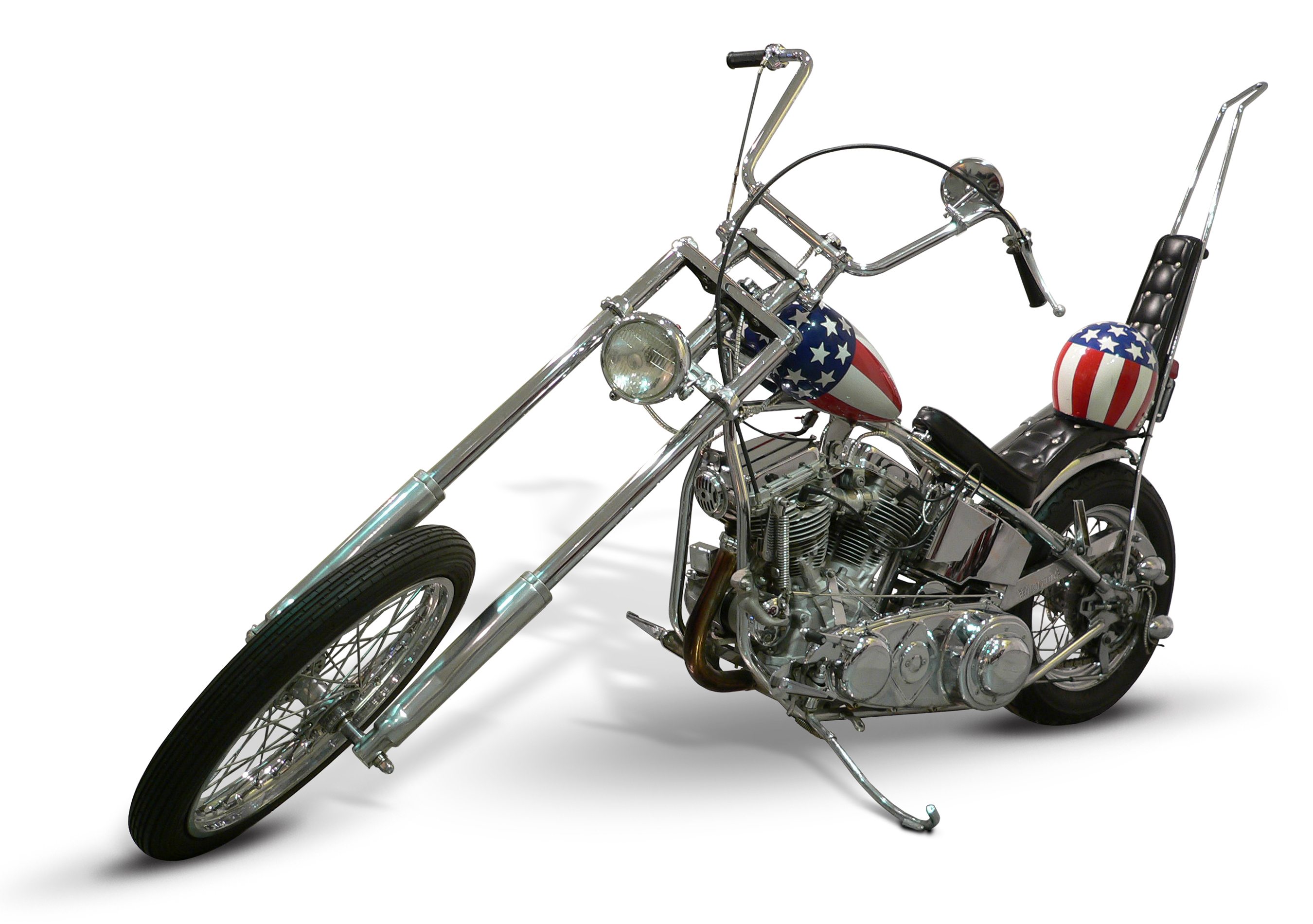
„Captain America“: durch den Film Easy Rider für viele der Inbegriff des klassischen Choppers

Chopper war ursprünglich in Kalifornien die Bezeichnung für gebrauchte Motorräder (nahezu ausschließlich der Marke Harley-Davidson), die nachträglich extrem modifiziert wurden. Das englische Verb to chop bedeutet „(ab)hacken“. Hunter S. Thompson erklärt die Etymologie des Begriffs in seinem gonzo-journalistischen Borderliner-Roman Hell’s Angels von 1966 damit, dass kalifornische Outlaw-Biker die übergewichtigen, schwerfälligen und lahmen Polizei-Harleys der Cops in ihrer Umgangssprache abfällig als „Hogs“ (Schweine), ihre eigenen, zu leichten und ampelrenntauglichen DIY-Drag-Bikes „umfrisierten“ Bullenmaschinen hingegen, provokativ, als „Chopped Hog“ (faschiertes Schwein, Schweinehack oder Hackepeter) bezeichneten, woraus sich später der Begriff Chopper und das Akronym HOG, sowohl 1983 für Harley Owners Group, als auch 1986 beim Börsengang an der New York Stock Exchange für die Aktie des Unternehmens Harley-Davidson, ableiteten.

## Bobber

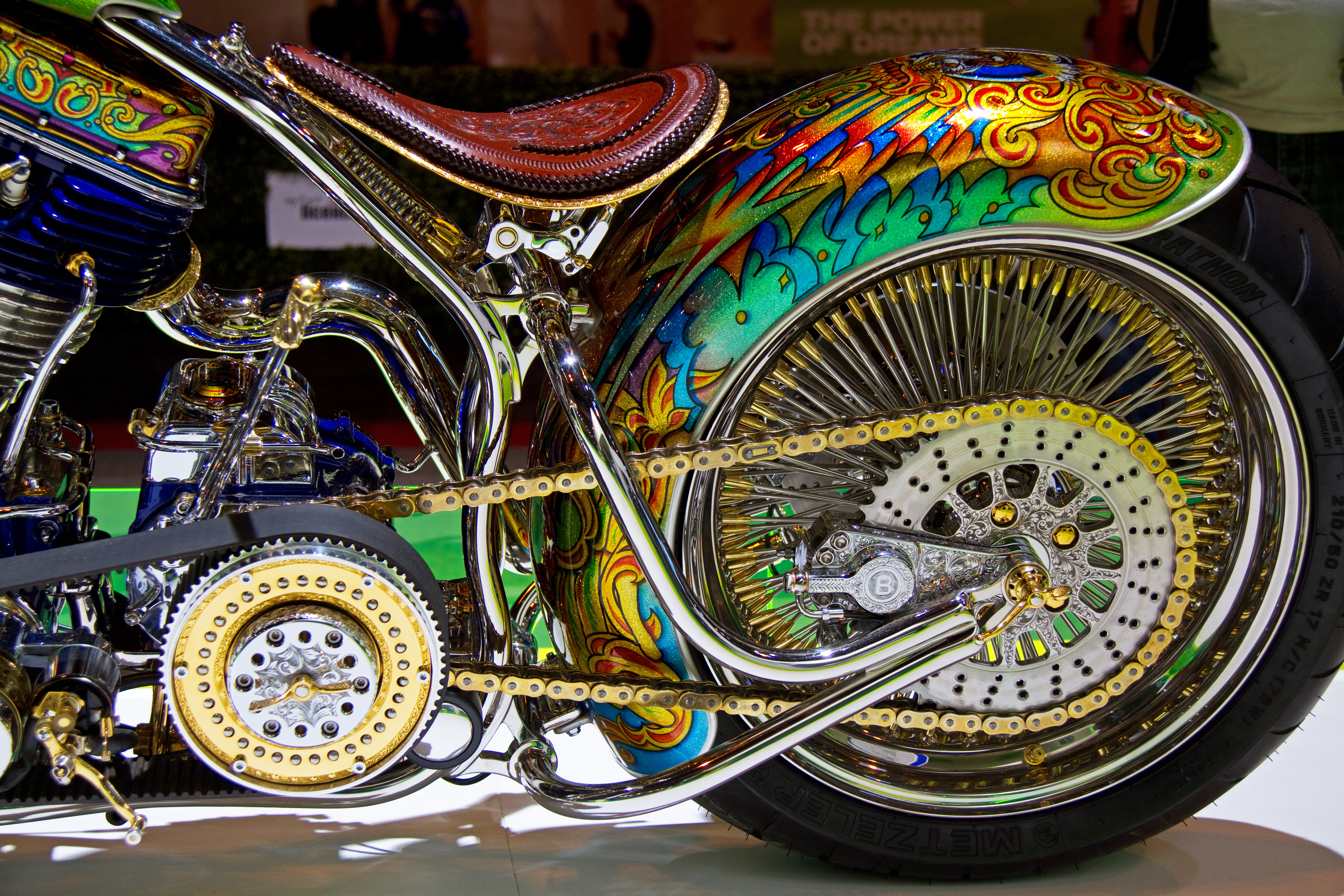
Bob Chop im Drag-Style

Der Begriff Bobber bezieht sich im übertragenen Sinn auf einen klassisch modernen Damen-Kurzhaarschnitt, den Bob; beim Chopper insbesondere auf den kurz abgeschnittenen Außenschwung am unteren Ende des Vorderradschutzblechs an alten Harley-Davidson-Modellen. Neben dem Motortuning war eine der ersten Modifizierungen, die ein Motorrad-Enthusiast in den 1940er und 50er Jahren vornahm, wenn er sein Fahrzeug im Rahmen einer „Frisur“ leichter und damit schneller machen wollte, das originale Vorderradschutzblech nach hinten gedreht über dem Hinterrad zu montieren. Das ursprüngliche Hinterradschutzblech wurde weggelassen, das Vorderrad lief ohne Schutzblech. Solche Fahrzeuge hatten am Heck den Bob und hießen deshalb Bobber.

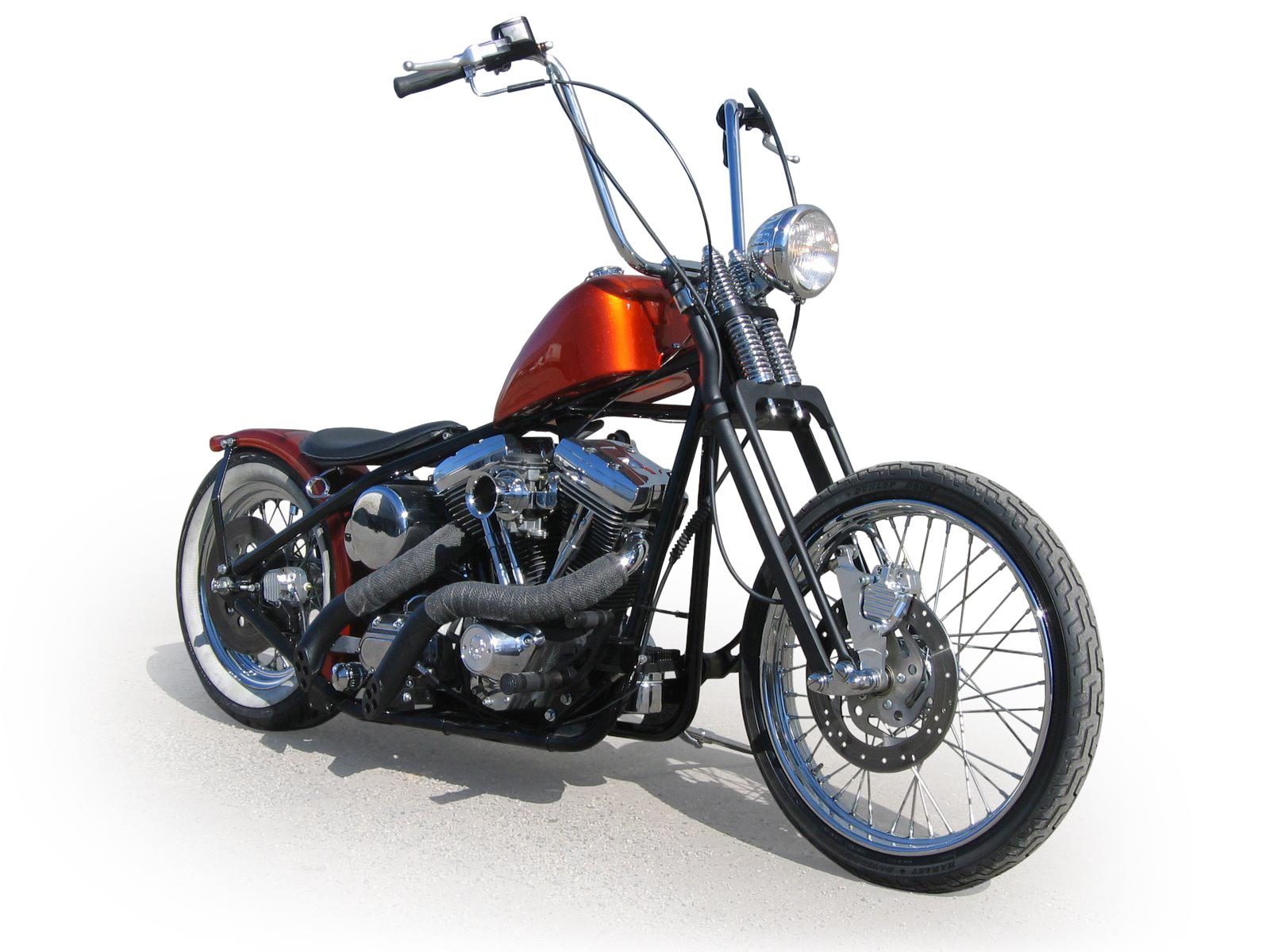
Harley-Bobber mit Ape Hanger

Die Modifizierungen erfolgten ursprünglich, um einerseits das Gewicht zu reduzieren und so die Fahrleistungen zu verbessern. Andererseits sollte das oft als schwerfällig oder schwülstig empfundene Aussehen verbessert werden. Es war die erste Anlehnung von Straßenmotorrädern an typisch amerikanische Rennmaschinen; in diesem Fall Boardtrack-Racer und Hillclimber. Diese Motorräder wurden zunächst als Bobber oder Bobchops bezeichnet. Der Vorgang, aus einem Motorrad einen solchen Bobchop zu machen, hieß durch Sprachverschleifung, beziehungsweise Verballhornung, umgangssprachlich bald Bob Job. Der Bob Job meinte in Summe: Alles Überflüssige wegschneiden, demontieren, die Maschine leichter machen und ihr über eine eigenwillige Handschrift in der Gestaltung möglichst auch noch einen Gewinn an Style zu verpassen.
Bobber unterscheiden sich vom Chopper in der Regel durch ein kleineres Vorderrad (meist mit dem Hinterrad identisch) und geringeren Nachlauf der Gabel. Die Reifen von Bobbern besitzen einen größeren Querschnitt und haben damit mehr einen Ballon-Charakter. Beliebt sind auch altmodische Profile wie von Firestone, oder auch Weißwand-Flanken. Klassisch kommen, wie bei Choppern auch, Speichenräder zum Einsatz – doch es lassen sich auch modernere Interpretationen mit gefrästen Rädern finden. Wie bei vielen Retro-Umbauten sind auch bei Bobbern Hardtail-Rahmen ohne Heckfederung sehr beliebt.

## Klassischer Chopper

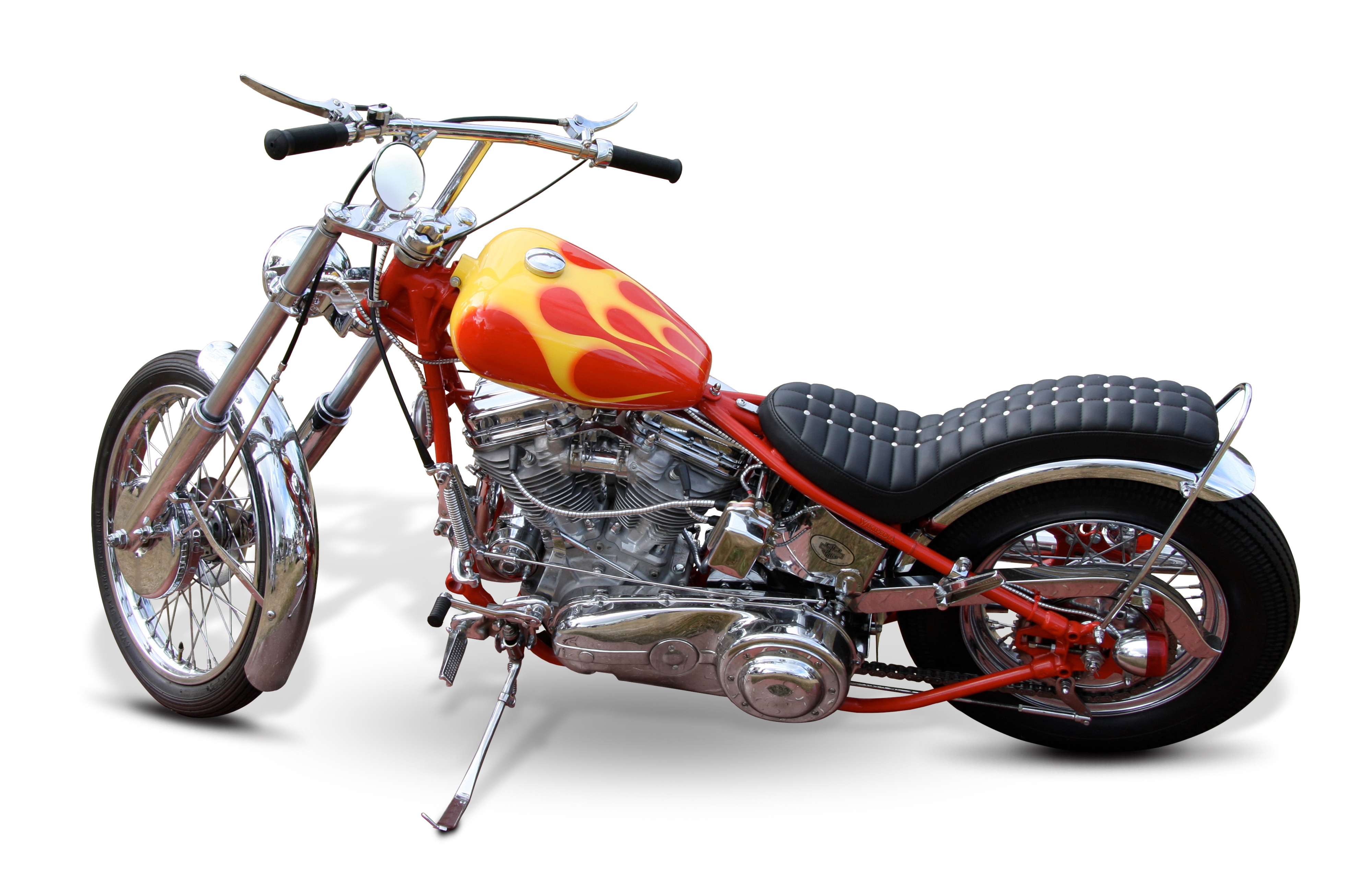
„The Billy Bike“, der zweite motorisierte Hauptdarsteller aus Easy Rider

Spätestens seit dem Film Easy Rider aus dem Jahre 1969 werden Motorräder im Allgemeinen dann als Chopper bezeichnet, wenn sie mit einer langen, vergleichsweise flach angestellten Vorderradgabel ausgestattet sind. Auch dieses Designmerkmal war ursprünglich an Rennfahrzeuge angelehnt – in diesem Fall an Drag Bikes und Auto-Dragster, bei denen durch weit nach vorne gestellte dünne Vorderräder der Schwerpunkt zwecks optimaler Traktion auf die dicken Hinterräder konzentriert werden soll. Andererseits kann ein langer Radstand durch das Drehmoment am langen Hebel auch die Wheelie-Neigung verringern, die bei üblichen Motorrädern auch im Straßenbetrieb möglich ist, bei Autos nur bei kompromisslosen Dragstern auf griffiger Strecke auftritt. Durch Abstützung nach hinten mittels Wheelie-Bar hat man im Lauf der Jahrzehnte die Problematik am anderen Ende gelöst. Zudem kann durch großen Nachlauf der Lenkung ein stabileres Geradeauslaufverhalten bei hohen Geschwindigkeiten erreicht werden. Da bei Drag Races keine Kurven gefahren werden, fiel die damit einhergehende Unhandlichkeit der Fahrzeuge nicht weiter ins Gewicht. Beim Chopper dagegen werden allerlei Einschränkungen zu Gunsten des erwünschten Aussehens in Kauf genommen und auf hohe Geschwindigkeiten und Fahrleistungen verzichtet – bei „Captain America“ ließ man vorne Bremse und Schutzblech weg.
Zu den weiteren klassischen Chopper-Stilmerkmalen zählen hohe Lenker („Buckhorn“, „Apehanger“) sowie vorverlegte Fußrastenanlagen. Auch diese Merkmale verschlechtern das Fahrverhalten und die Beherrschbarkeit, trotzdem sind solche Umbauten sehr häufig anzutreffen.

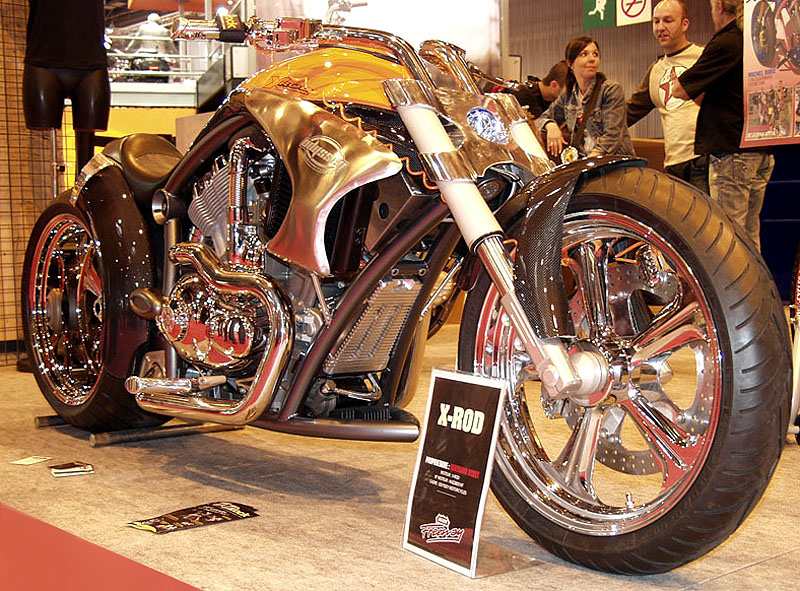
X-Rod: Low Rider im Drag-Bike-Stil

Eine andere Stilrichtung nennt sich Drag Styler, Digger oder Low Rider. Das Ziel hierbei ist ein möglichst flacher, lang gestreckter Look (long ’n low) in noch stärkerer Anlehnung an das Aussehen von Drag Bikes. Entsprechend kommen hier statt hohen Lenkern flache Drag Bars zum Einsatz, oft auf nach hinten gezogenen Lenkerklemmböcken (Riser).
Von einem Schwedenchopper spricht man bei bestimmten radikal-puristischen Umbauten bzw. Komplettbauten die seit den 1970ern in Skandinavien üblich sind. Dort hat man durch die Fertigung von Gabelbrücken mit Winkel oder Verstellbereich, nach dem Vorbild der seltenen verstellbaren Gabelbrücke die Harley seit der Hydraglide für Seitenwagenbetrieb angeboten hat, die Einstellung des Nachlaufes in den Griff bekommen, so dass extrem lange und flache Gabel wesentlich fahrbarer sind als mit Großserien-Gabelbrücken. In diesem Genre wird gern auf Anbauteile wie Scheinwerfer, Tachometer oder Vorderradbremsen verzichtet oder alternativ wenigstens die zugehörigen Kabel, Wellen und Leitungen innerhalb des Lenkers, Rahmens oder Gabelrohres verlegt, um den schnörkellosen Anblick derjenigen Teile, die tatsächlich eine zum Fahren unentbehrliche Funktion besitzen, möglichst wenig zu beeinträchtigen. Die Zulassung solcher Fahrzeuge zum öffentlichen Straßenverkehr wirft in Deutschland erhebliche Probleme auf.
Auch wenn manche Fans heute die Annahme bevorzugen, dass „richtige Chopper“ nur auf Harley oder Indian basieren können, waren schon beim Entstehen dieser Subkultur in Amerika genauso europäische und japanische Motorräder mit im Spiel.

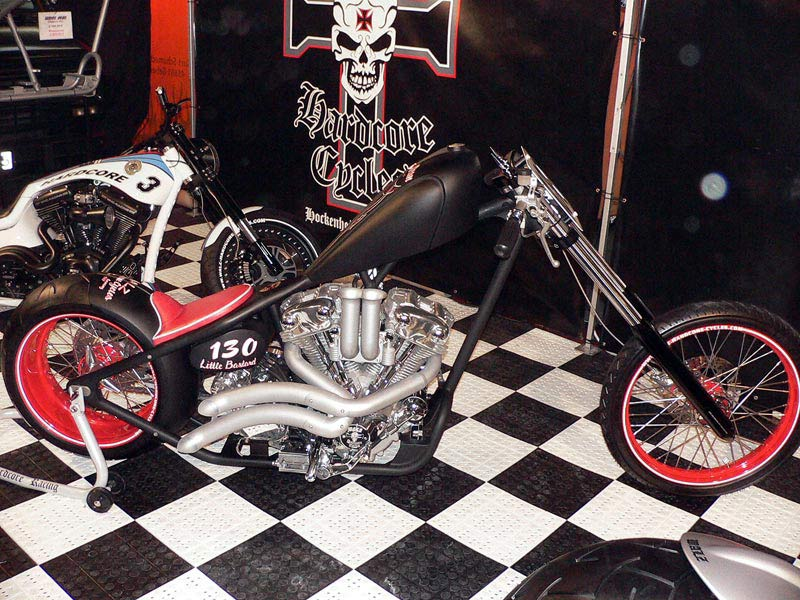
James Dean Tribute Chopper von Walz Hardcore Cycles
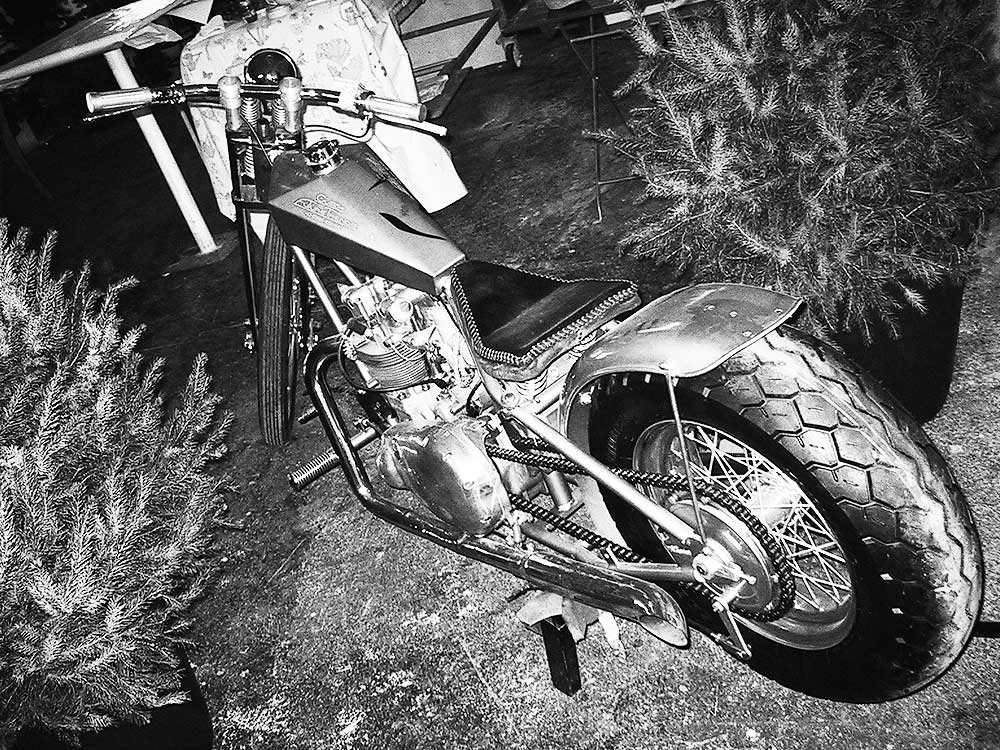
Puristische Eigenkonstruktion mit Triumph-Motor
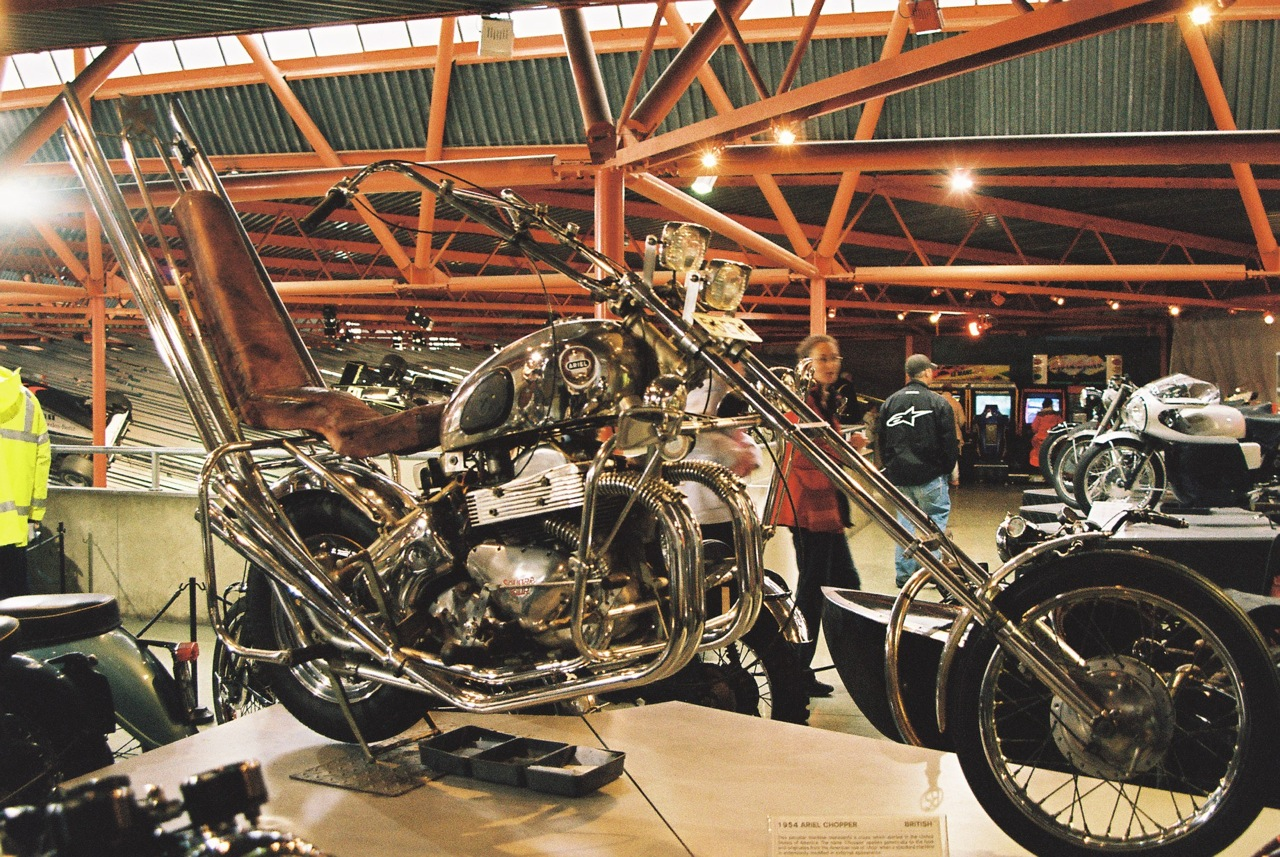
Ariel Square Four in schwerem Chrom
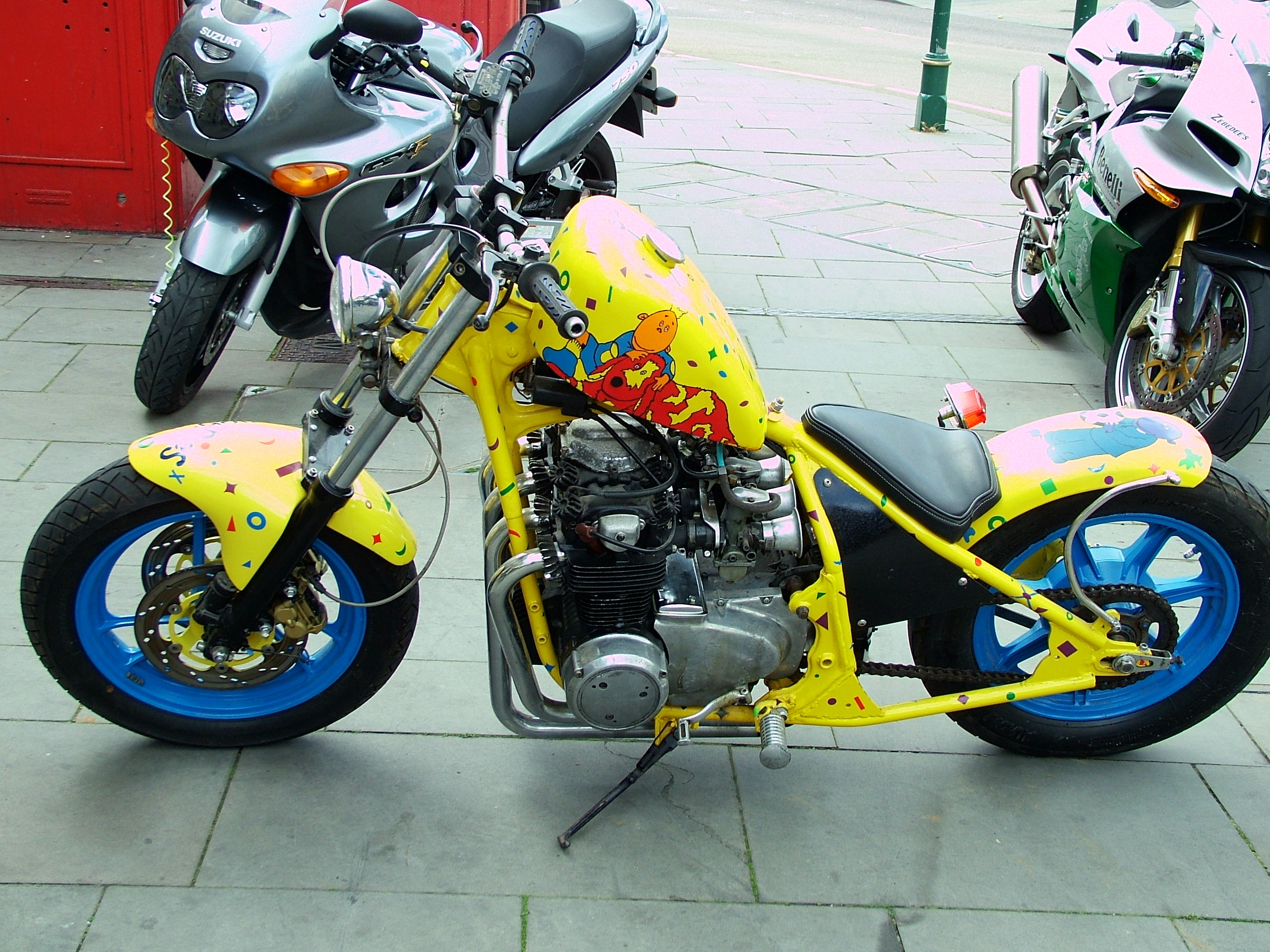
Grelle Honda mit starrem Heck
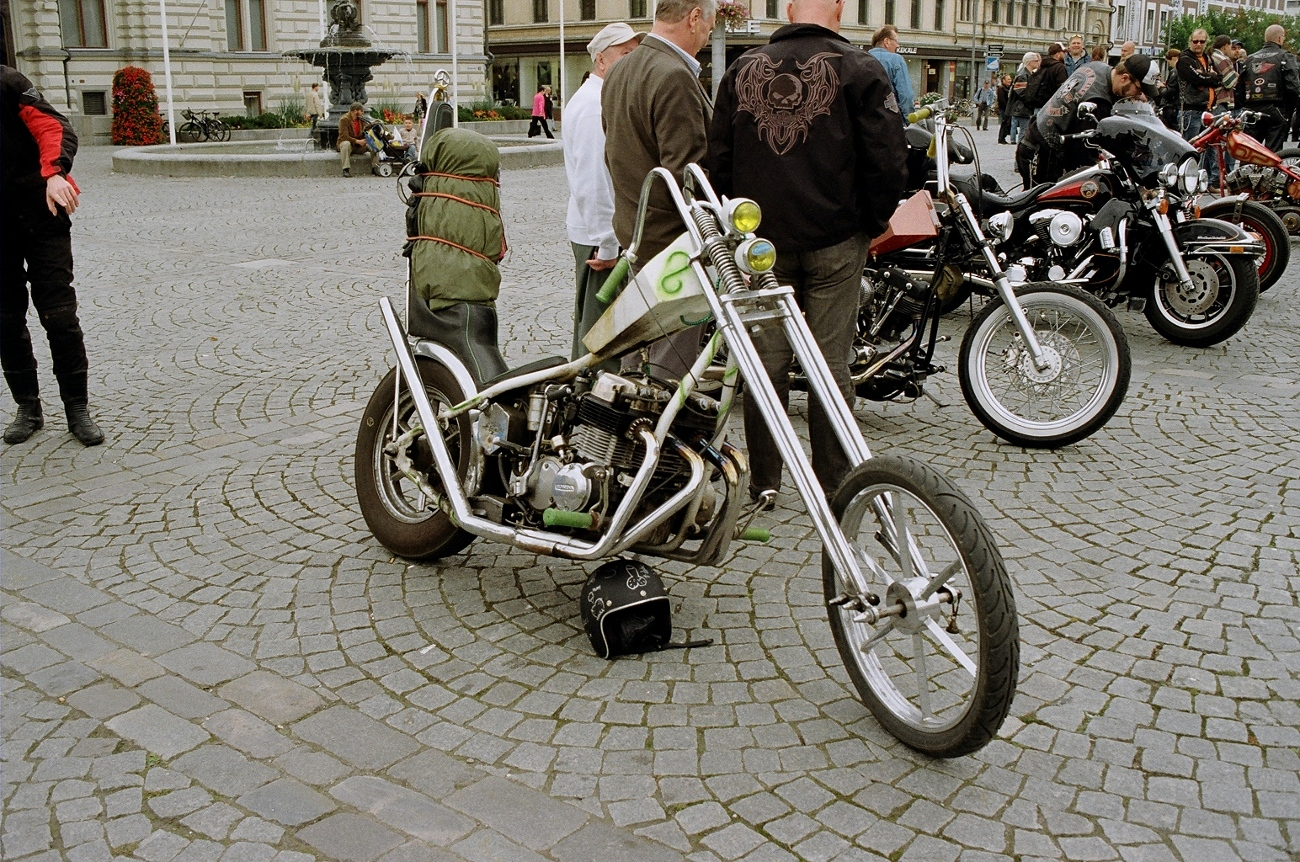
Honda Chopper mit klassischen Stilelementen
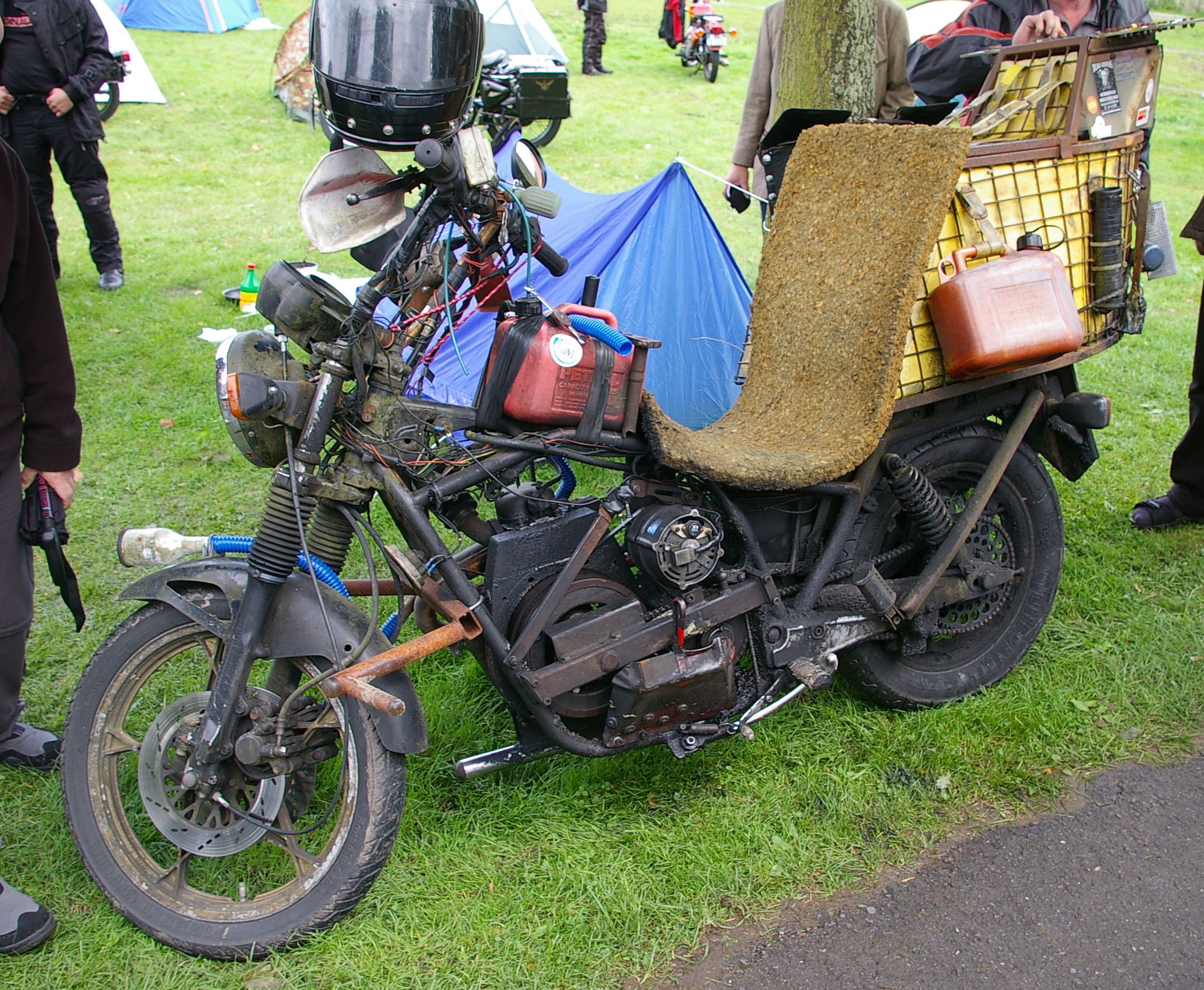
Schwedischer DIY-Custom-Ratbike-Chopper mit Dieselmotor

In BSA, Triumph oder Norton fanden versierte Schrauber solide Ausgangspunkte zur Modifikation. Yamaha und Honda bewährten sich ebenso wie letztlich alles, was sich günstig kaufen und interessant umgestalten ließ. Gegenüber den teuren Hochglanzprodukten gehen manche Enthusiasten auch back to the roots und bauen Chopper, die sich ein Durchschnittsverdiener leisten kann. Da ist dann das Triebwerk vielleicht noch ein britischer Klassiker oder etwas Preiswertes aus Japan, aus Deutschland.

## Cruiser

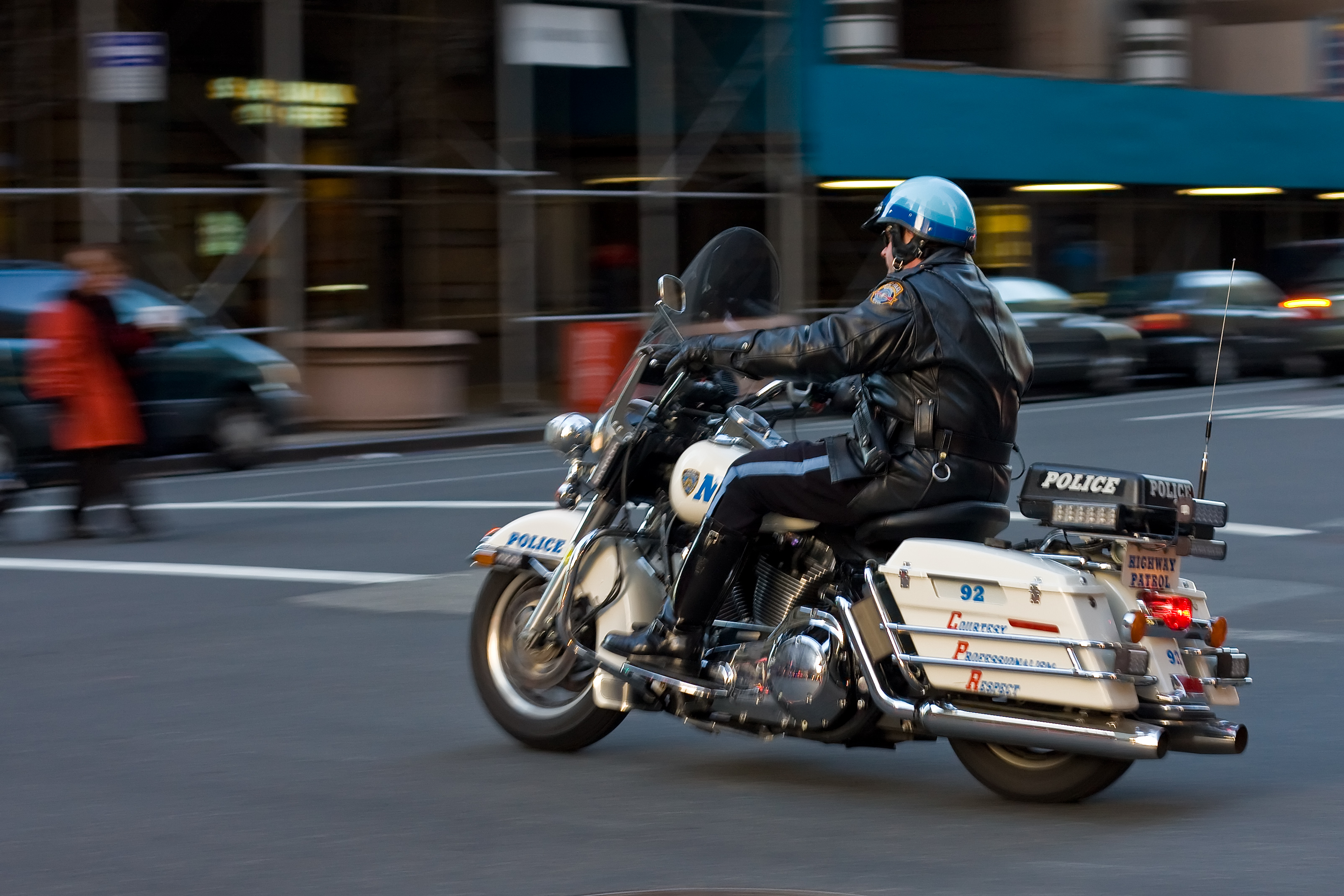
Polizeimotorrad in Manhattan (unchopped Cop-Hog)

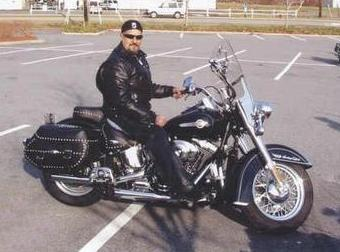
Harley-Davidson Heritage Softail, typischer Cruiser

Cruiser ist etwa seit den 1990er Jahren die Bezeichnung für Motorräder, deren Designmerkmale auf US-amerikanische Serienmaschinen von Harley-Davidson, Indian oder Henderson zurückzuführen sind, wie sie etwa seit den 1930er Jahren insbesondere für den Polizei- und Militäreinsatz gebaut wurden. Stilbildende Merkmale sind langer Radstand, breite Bereifung, großvolumiger Motor, großflächige Kotflügel, breiter Lenker sowie vergleichsweise weit vorn angebrachte Trittbretter und die daraus resultierende aufrechte Sitzposition. Durch Umbau solcher ausgemusterter Behördenmaschinen entstanden ab etwa 1948 die ersten Bobber bzw. Chopper.

## Factory Custom: Chopper ab Werk

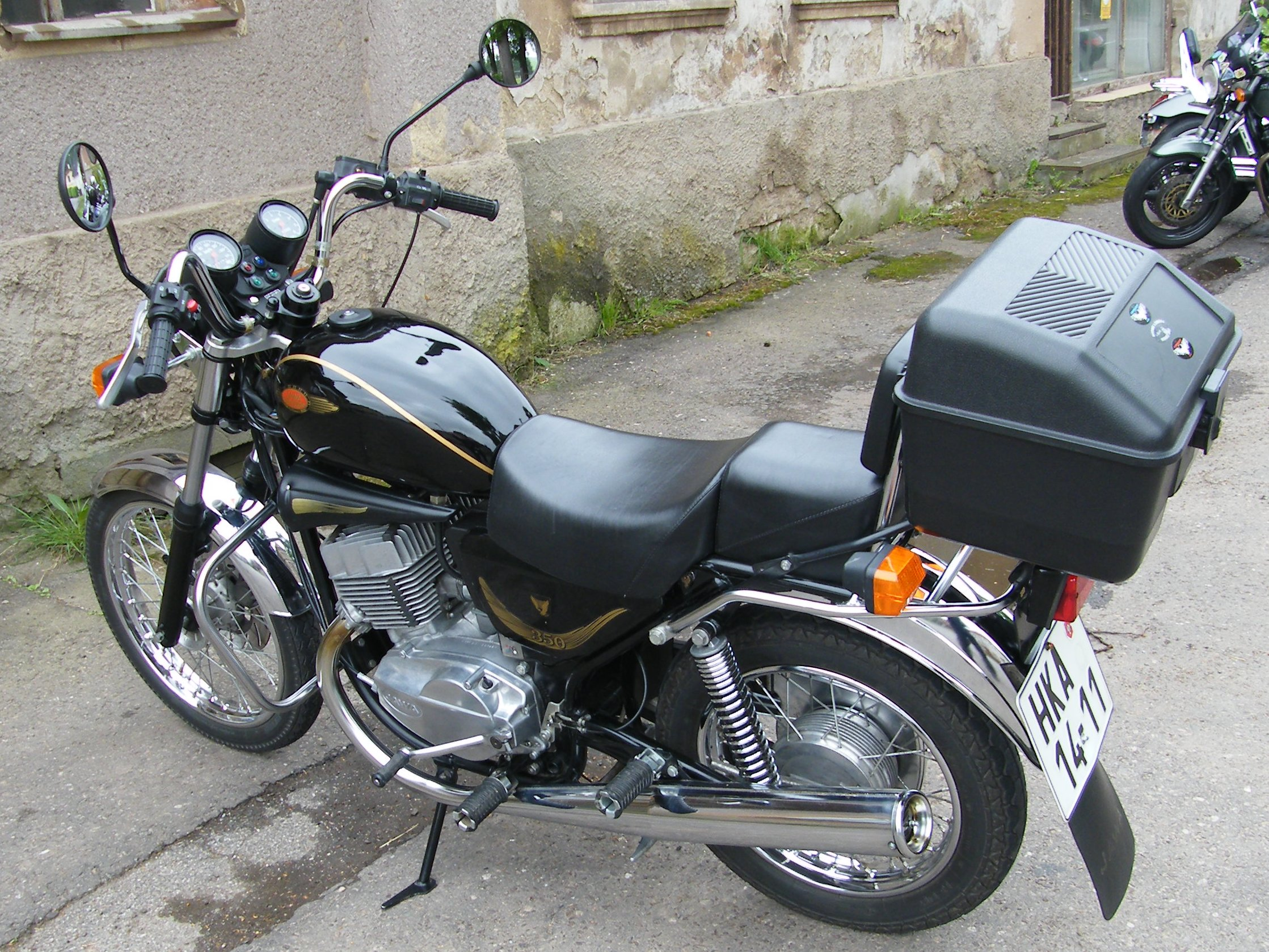
Zweitakt-Chopper Jawa 350 (1994)

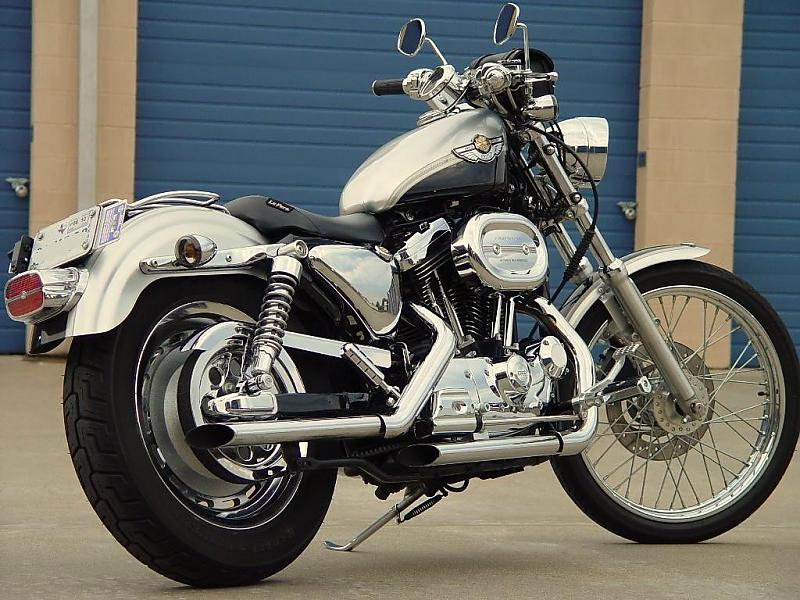
Harley-Davidson XL1200 Custom Anniversary Edition 2003

Die Firma Harley-Davidson lehnte zunächst derlei radikale Umbauten ab – nicht zuletzt weil diese Motorradgattung mit kriminellen und gewaltbereiten Rockergangs wie den Hells Angels in Verbindung gebracht wurde. Als das Chopper-Design bald darauf im Geschmack der Massen aufging und die Nachfrage stieg, begann jedoch auch Harley-Davidson, Chopper-Stilmerkmale in einige Serienmodelle einfließen zu lassen. Ab 1984 imitierte man mit der Softail-Hinterradfederung das Aussehen eines ungefederten Starrrahmens, und ab 1988 bot man gar die seit 1948 durch die Teleskopgabel abgelöste sogenannte Springergabel, eine Vorderradführung mit geschobener Kurzschwinge, wieder an.
Der in diesem Zusammenhang von Harley-Davidson geprägte Begriff des „Factory Custom“ stellte im Grunde einen Widerspruch in sich dar. Neben dem angestrebten Design war das ursprüngliche Chopper-Konzept ja auch wesentlich von dem Gedanken geprägt, das einheitliche Aussehen eines Großserienmodells zu verändern und so das eigene Motorrad individuell zu gestalten.

## Softchopper
Bereits in der Mitte der 1970er Jahre begannen auch japanische Hersteller auf die Nachfrage nach Choppern zu reagieren. Man versuchte anfangs „normale“ Straßenmotorräder mit choppertypischen Anbauteilen, wie höheren Lenkern, vorverlegten Fußrasten, Chromteilen und teilweise serienmäßigen Soziuslehnen (Sissybar) für die beabsichtigte Zielgruppe interessant zu machen. Diese werksseitig eher halbherzig umgestalteten Motorräder werden noch heute, oft verächtlich, als Softchopper bezeichnet. Ein typisches Beispiel dafür ist die Yamaha Virago als eine der japanischen Reaktionen auf die amerikanische Subkultur in der eigenen Großserien-Produktion oder die Kawasaki-LTD-Serie.

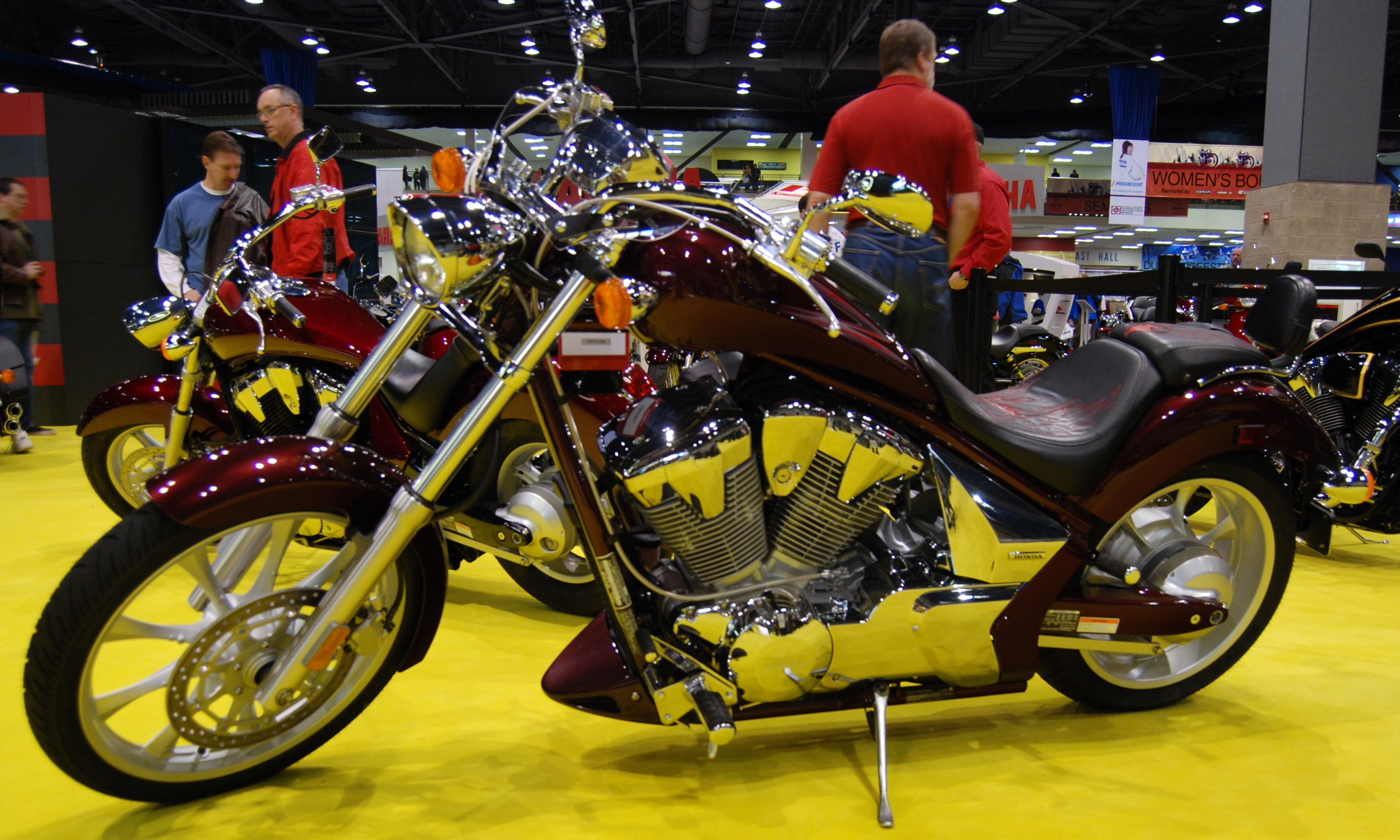
Honda Fury
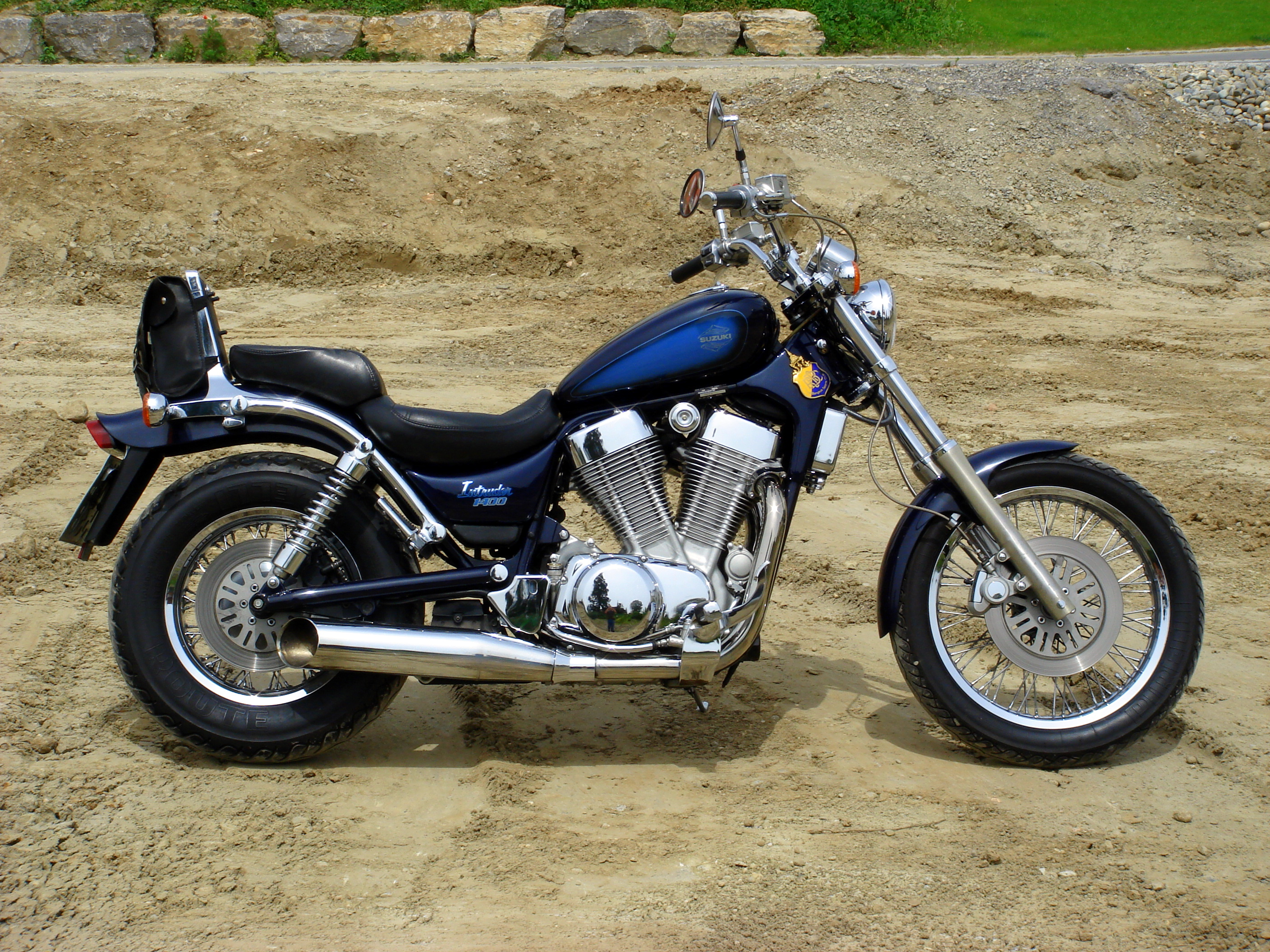
Suzuki VS 1400 Intruder
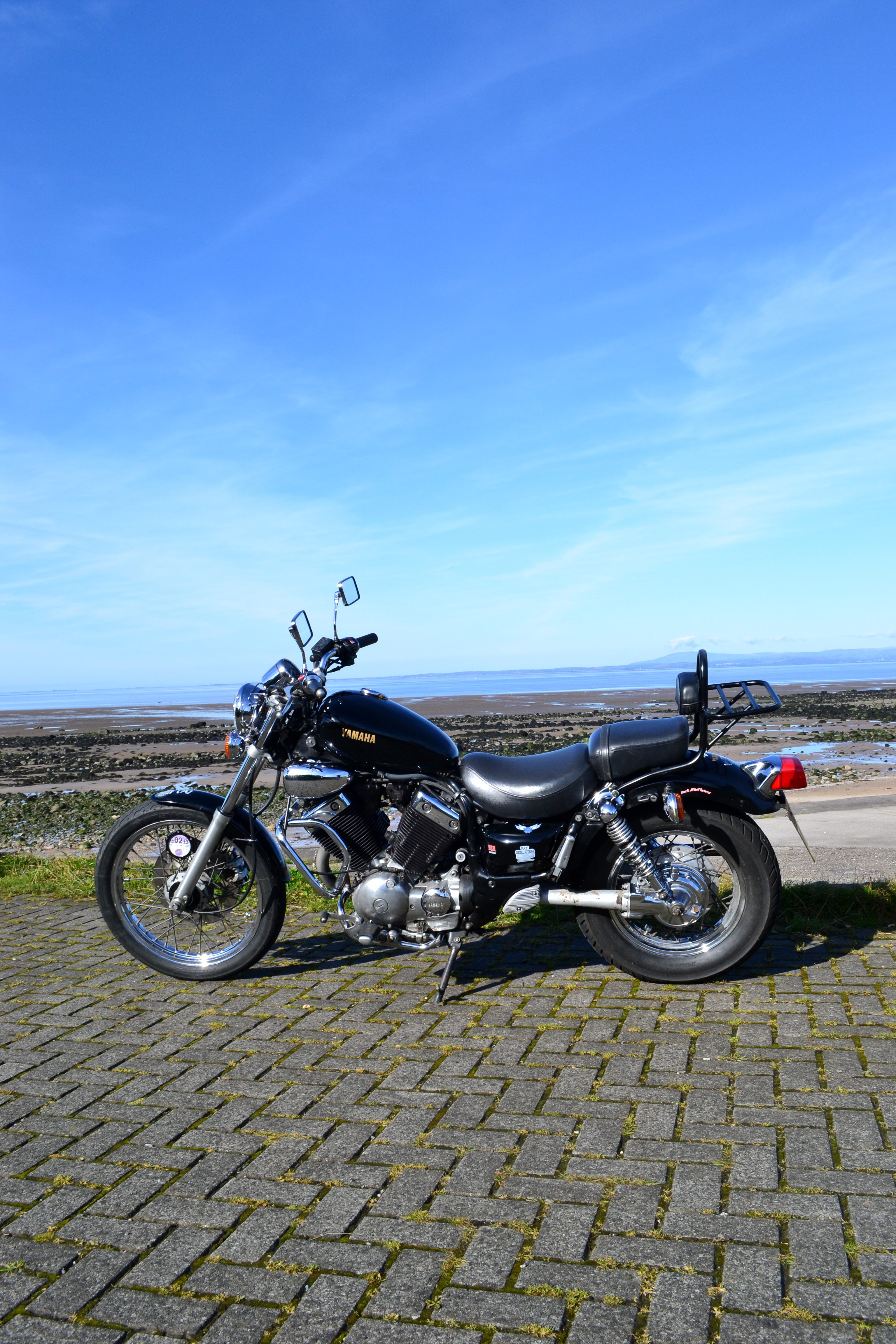
Yamaha XV 535 Virago
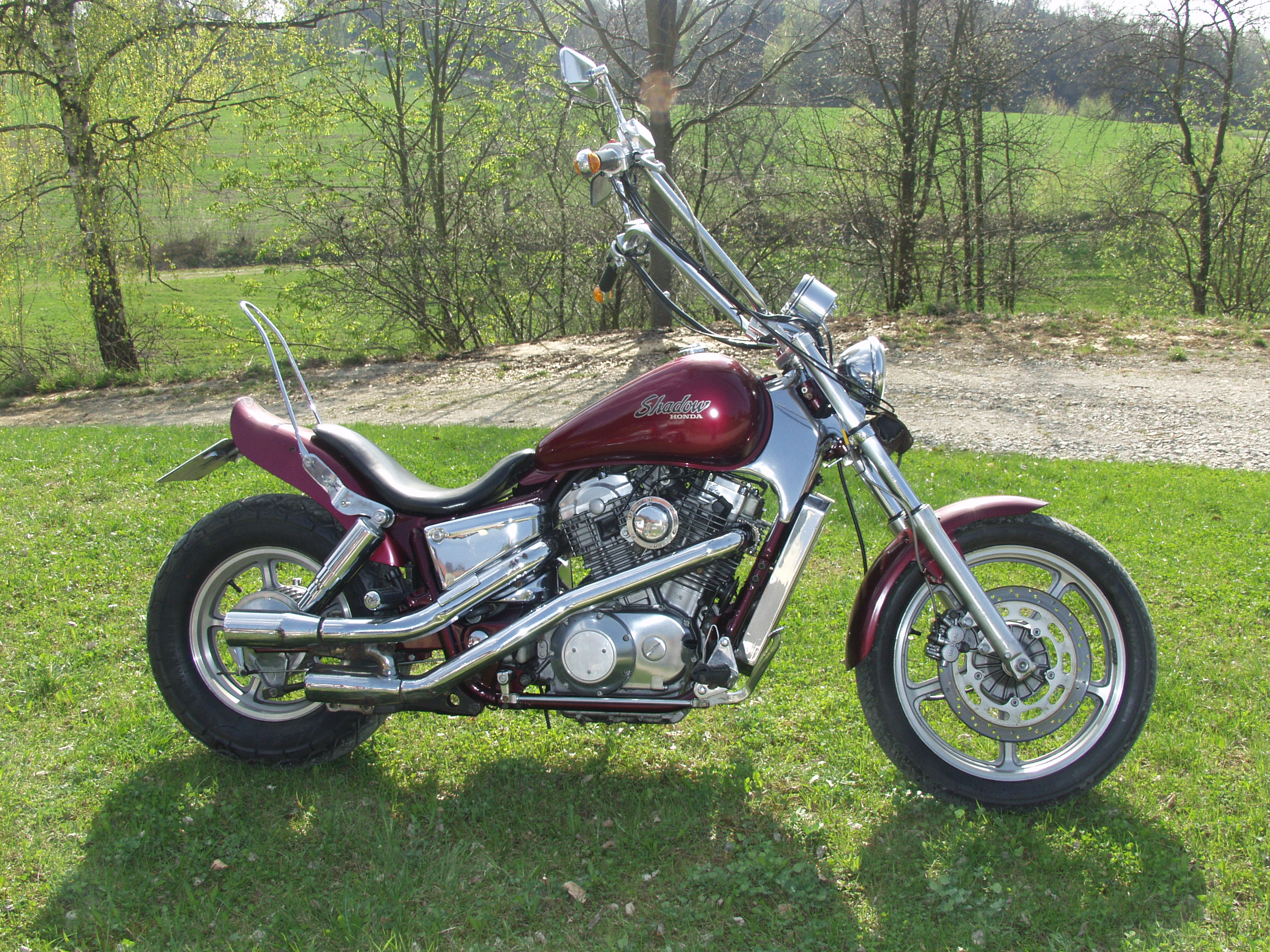
Honda Shadow

Spätere Großserien-Modelle wiesen bald ebenfalls die klassische V2-Motorbauweise Harley-Davidsons auf und auch das gesamte Design näherte sich an die amerikanischen Vorbilder an. Diese japanischen Motorräder im Chopper-Stil waren mit den US-amerikanischen Konkurrenzmodellen auch im Hinblick auf ihr unzeitgemäßes Fahrverhalten vergleichbar – die Fahrwerke waren oft unterdämpft, hatten hinten auf Grund des erwünschten flachen Aussehens meist eine unkomfortabel harte Federung mit wenig Federweg, waren wegen ihrer Fahrwerksgeometrie unhandlich und mit leistungsschwachen Bremsen an der Grenze des rechtlich Zulässigen ausgestattet.
In den 1990ern waren japanische Softchopper und Cruiser Standard auf den europäischen Straßen, die stilprägende Bedeutung Amerikas in diesem Genre allgemein anerkannt. So heißt es etwa in der Enzyklopädie des Motorrads auf Seite 253 über die Honda VT 1100 C2 von 1996: „der größte Honda-Chopper im US-Stil“, auf Seite 410 wird die VS 1400 Intruder aus dem gleichen Jahr als „Chopper-Suzuki“ vorgeführt.

## Chopper in Österreich

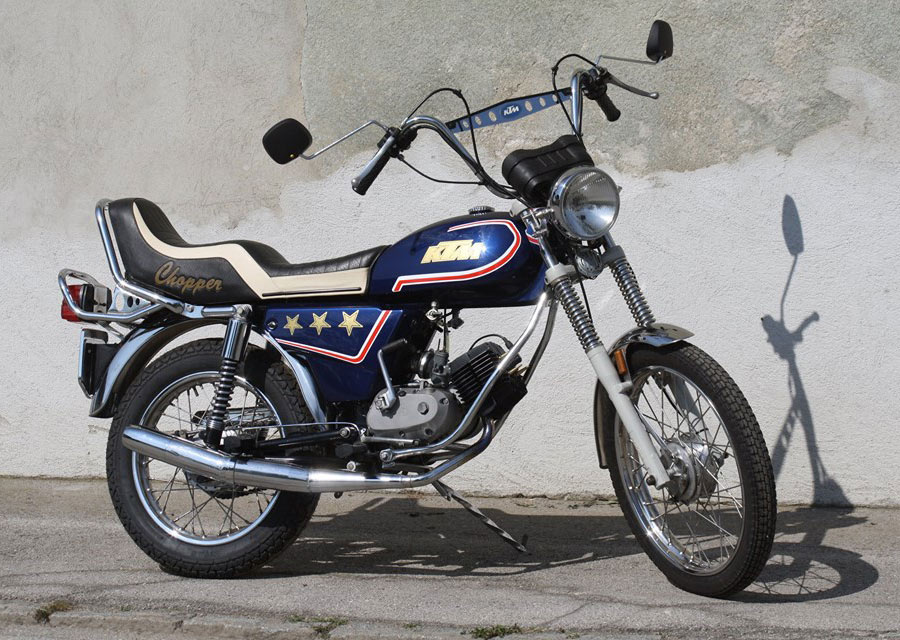
Österreichs Factory Custom: Der KTM Comet Chopper aus der Puch Club Magazin-Session

Im Österreich der 1970er Jahre gab es praktisch keine Chance, außerhalb von Zentren einen Chopper zu sehen, wie sie die Kinofilme zeigten. Mopeds wurden zwar in diesem Stil modifiziert, das beschränkte sich aber meist auf gestutzte Kotbleche, hohe Lenker, versetzte Scheinwerfer und Sissy Bars, zuzüglich Sonderlackierungen.
In Bahnhofsbuchhandlungen, Zeitungsfachgeschäften und Army Shops wurden amerikanische Magazine angeboten, durch die sich diese Subkultur mit der Vielfalt der Fahrzeuge und Lebensstile kennenlernen ließ. Die Inseratenteile dieser Magazine zeigten, was der Zubehörhandel Amerikas zum Umbau alles anbot.
Im jährlich erscheinenden Katalog der Zeitschrift Motorrad konnten die radikalen AME Chopper aus Nordhessen bestaunt werden, deren Preise für junge Menschen gewöhnlich viel zu hoch waren. Wer einen Chopper von der Stange kaufen wollte und auf sein Geld achten musste, war auf Fahrzeuge wie den Fantic Chopper angewiesen.
Der Look des Fantic Chopper stimmte zwar generell, aber das Fahrzeug war sehr schwachbrüstig ausgeführt. Hugo Wilson schreibt in seinem Buch „Motorräder“ treffend, man müsse in Kauf nehmen „selbst bei Vollgas von Rollern überholt zu werden“. Wilson setzt diesen einzigen Chopper unter 300 von ihm beschriebenen Motorrädern ausdrücklich zur „satten, hubraumstarken Harley-Davidson“ in Kontrast.
Satt und hubraumstark bei einer ähnlichen Geschichte dieser Subkultur wie in Amerika, das hieß auch in Österreich: Was an alten Motorrädern billig erworben werden konnte, bot sich als Basis für Umbauten und Tuning an.
Allerdings dominierten auf dem Second Hand-Markt in Österreich Puch-Motorräder aus Grazer Produktion. Die Puch 500 oder 800 aus den Kriegsjahren waren nie billig zu haben, dafür eine Flut von 175ern und als hubraumstärkstes Modell die Puch 250 aus den Nachkriegsjahren. Diese waren mit ihren Halbschalenrahmen aus Pressstahl stilistisch für einen Umbau zum Chopper wenig geeignet. Auch die Puch 125 M mit ihrem Rohrrahmen hatte dazu keine gefällige Linienführung.
Einzig Puch Mopeds wurden häufig auf Chopper getrimmt, darunter am attraktivsten die Puch MC 50, deren Zentralrohrrahmen mit dem per Lederriemen aufgeschnallten, rundlichen Tank und dem leicht frisierbaren Motor eine vorzügliche Basis ergab.
Die Motorrad-Lösung für Leute mit wenig Geld und Schrauber-Fähigkeiten waren zum Beispiel gebrauchte BMW, NSU Konsul oder Horex Regina. Auch Triumph oder Matchless eigneten sich gut für eine Umrüstung mit Stufensitzbank, Sissy Bar, Apehanger und schräg hochgezogenen Auspufftöpfen.

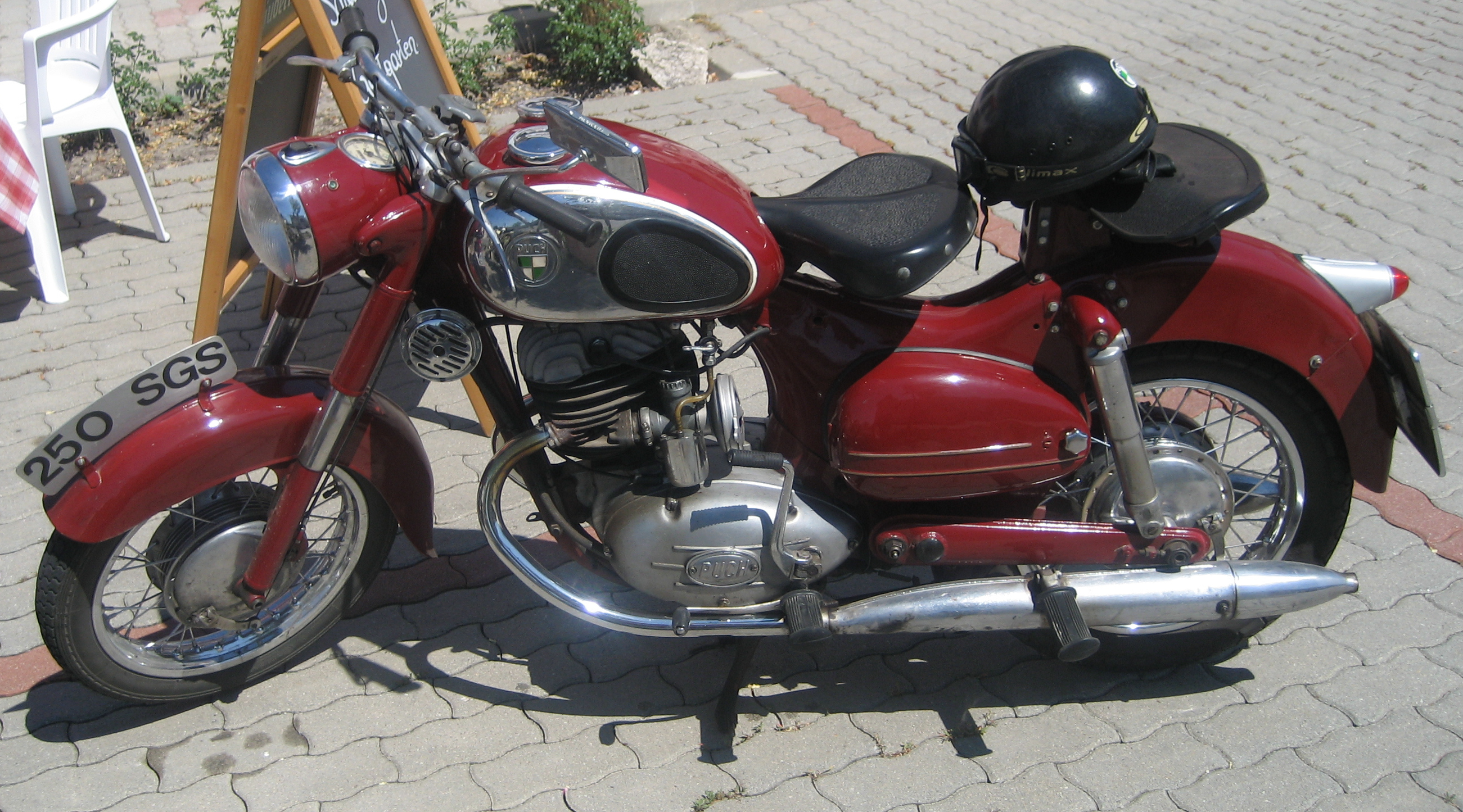
Das stärkste unter den Nachkriegsmotorrädern von Puch war stilistisch keine geeignete Chopper-Basis.
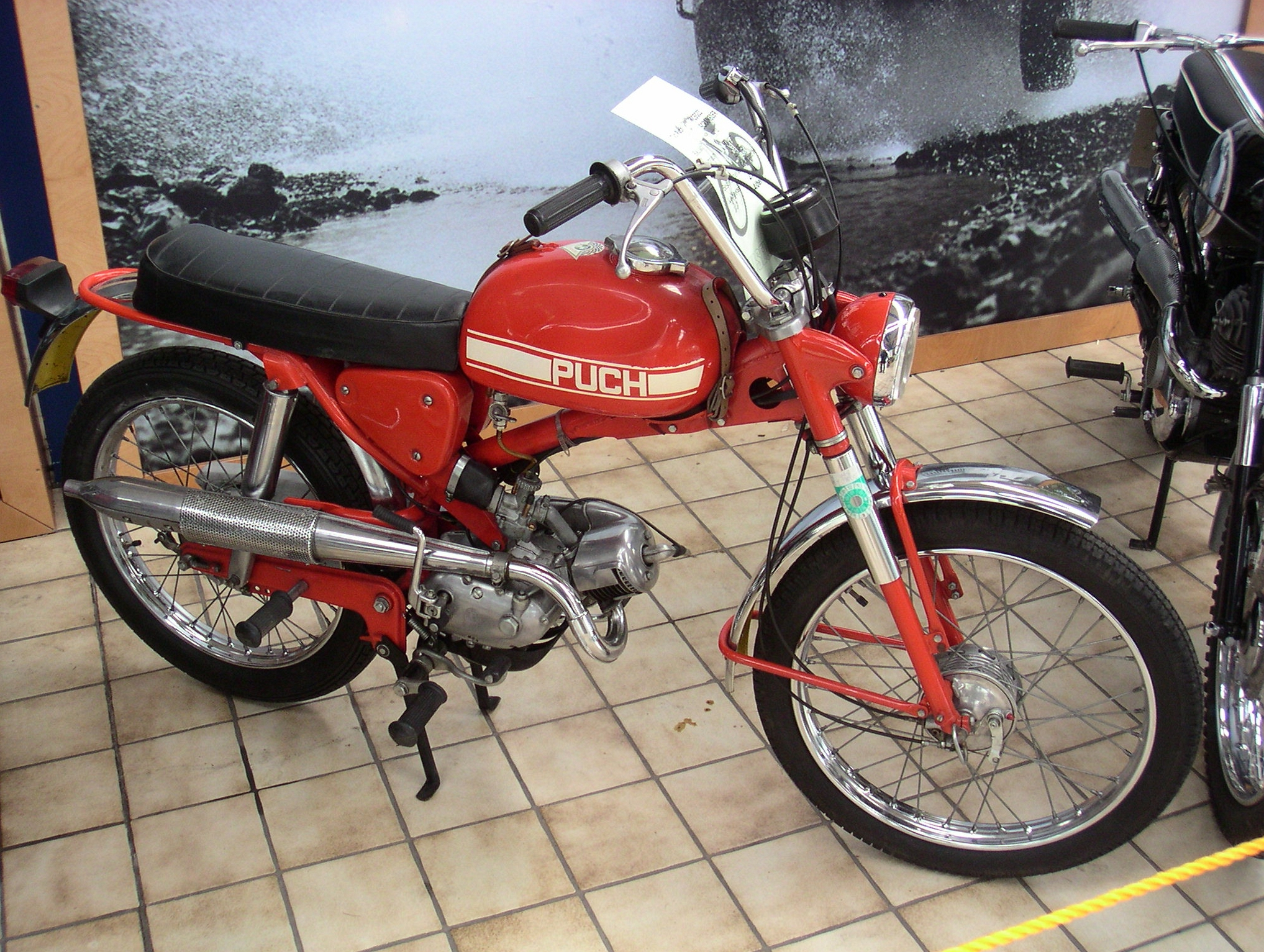
Der österreichische Rotblech-Chopper: Die Puch MC 50 war schon serienmäßig eine attraktive Chopper-Basis.
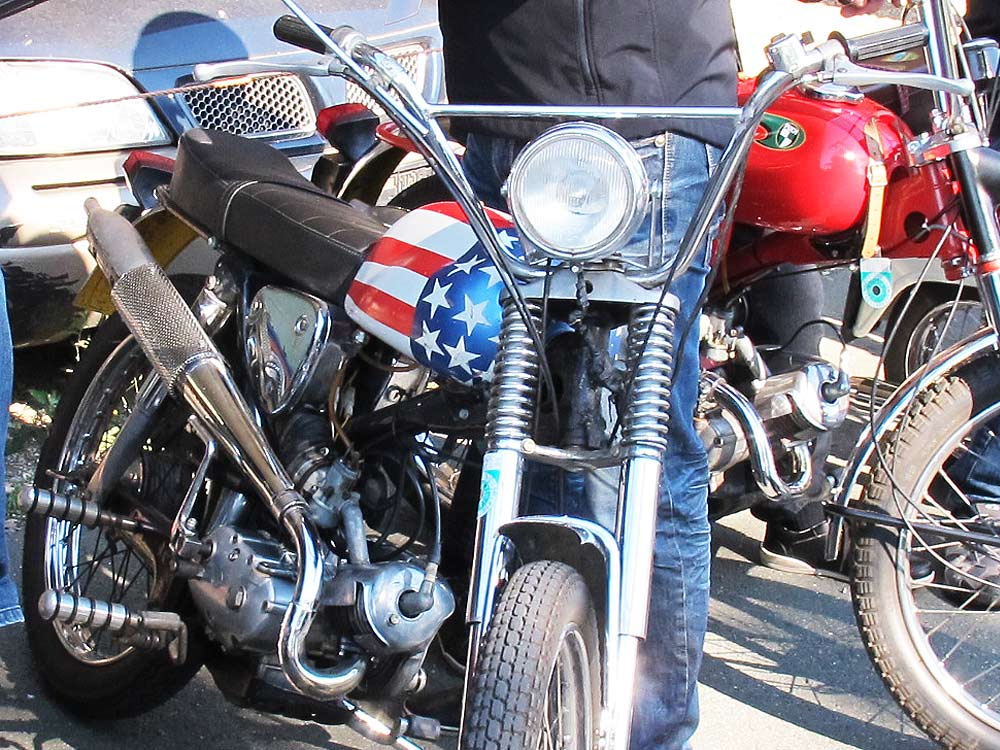
Puch MC 50 auf Captain America getrimmt
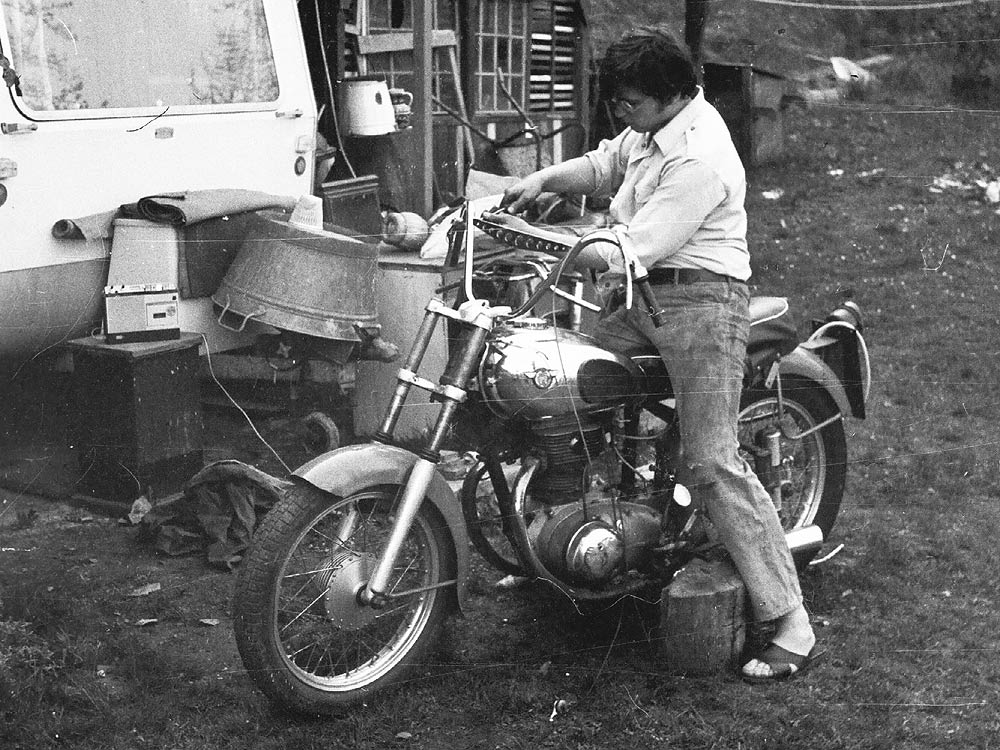
Horex Regina (400) wird Richtung Chopper umgebaut.
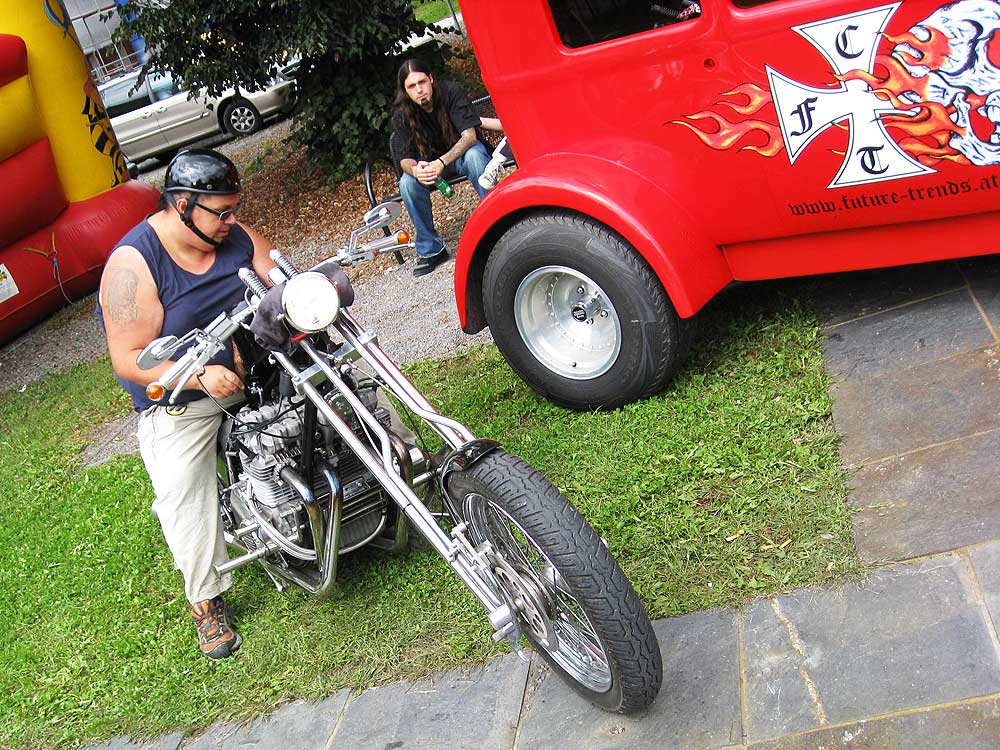
Handwerker Roman Hold auf einem Chopper mit Kawasaki-Triebwerk

Ab den 1980er Jahren wurden in Österreich japanische Maschinen wie die Yamaha Virago oder Honda Shadow zu den Leitfossilien einer wachsenden Chopper-Welle. In diesem wachsenden Interesse an solchen Fahrzeugen kamen zu den individuellen Bastlern und Schraubern auch immer mehr Profis, die attraktive Chopper und Custom Bikes bauten. Die „weiche“ Version von Großserienfahrzeugen kann mit Angeboten aus dem Zubehörhandel individualisiert werden, doch harte Gegenpositionen zur Massenware gehen ins Geld.
Im Jahr 1991, als sich japanische Softchopper längst auf dem Markt etabliert hatten, war im Motorrad-Katalog der billigste AME Chopper (AME SB 700 Street-Bike) mit 21.682 D-Mark ausgeschrieben, der teuerste (AME HAT 1000 Super-Hard-Tail) mit 35.377 D-Mark.
Eine Yamaha XV1100 kostete damals im Vergleich 12.143 D-Mark, eine Suzuki VS 1400 15.030 D-Mark, die Kawasaki VN 15-SE 15.250 D-Mark, die kleinere Honda VT 600 C gab es schon für 10.330 D-Mark.
Der Sonderfall: Kein österreichisches Produkt kam ab Werk so nahe an die amerikanischen Vorbilder heran, wie der KTM Comet Chopper (Stufensitzbank, hoher Lenker, schrille Lackierung und viel Chrom). In Deutschland wurde dieses Zweirad mit 80 cm³ als Leichtkraftrad angeboten (StVZO in der Novelle vom 1. April 1980). In Österreich waren nur 50 cm³ mit Tempolimit für die rote Nummerntafel („Rotblech“) zulässig und daher führerscheinfrei. Ein 80-cm³-Motor bedeutete: Motorrad, „… weshalb KTM die Comet Chopper hierzulande ab 1981 mit dem robusten, fahrtwindgekühlten 4 Gang-Motor von PUCH bestückte“.
Auch hier existierte das für junge Leute brisante Kostenproblem. Aus dem Puch Club Magazin ist zu erfahren: „Die KTM Comet Chopper war für den Großteil der Jugendlichen eine unerreichbare Sensation. Schob man knapp ÖS 22.000,- über den Händlertresen …“, hätte man um dieses Geld wahlweise zwei Puch Maxi „oder eine der rotzfrechen und gefährlich schnellen 6 Gang-Monza erwerben“ können.

## Neudeutung: V-Rod
Zur Stilgeschichte ist im Designlexikon USA bei Harley-Davidson die Einführung des Teardrop-Tanks im Jahr 1926 notiert, 1909 gab es das erste V-Twin-Modell.
Die Autoren vermerken für die Motorräder generell: „Bereits in den 30er Jahren erhielten Modelle wie die 74 Big Twin die traditionsbegründete Tropfenform, Resultat eines dominanten Vorbaus mit massiver Gabel.“ Sie betonen den Tropfentank extra als eines der Stilmerkmale, weiters zählt für sie dazu der „tiefliegende, zwischen Tank und Hinterreifen eingeklemmte Sitz“.

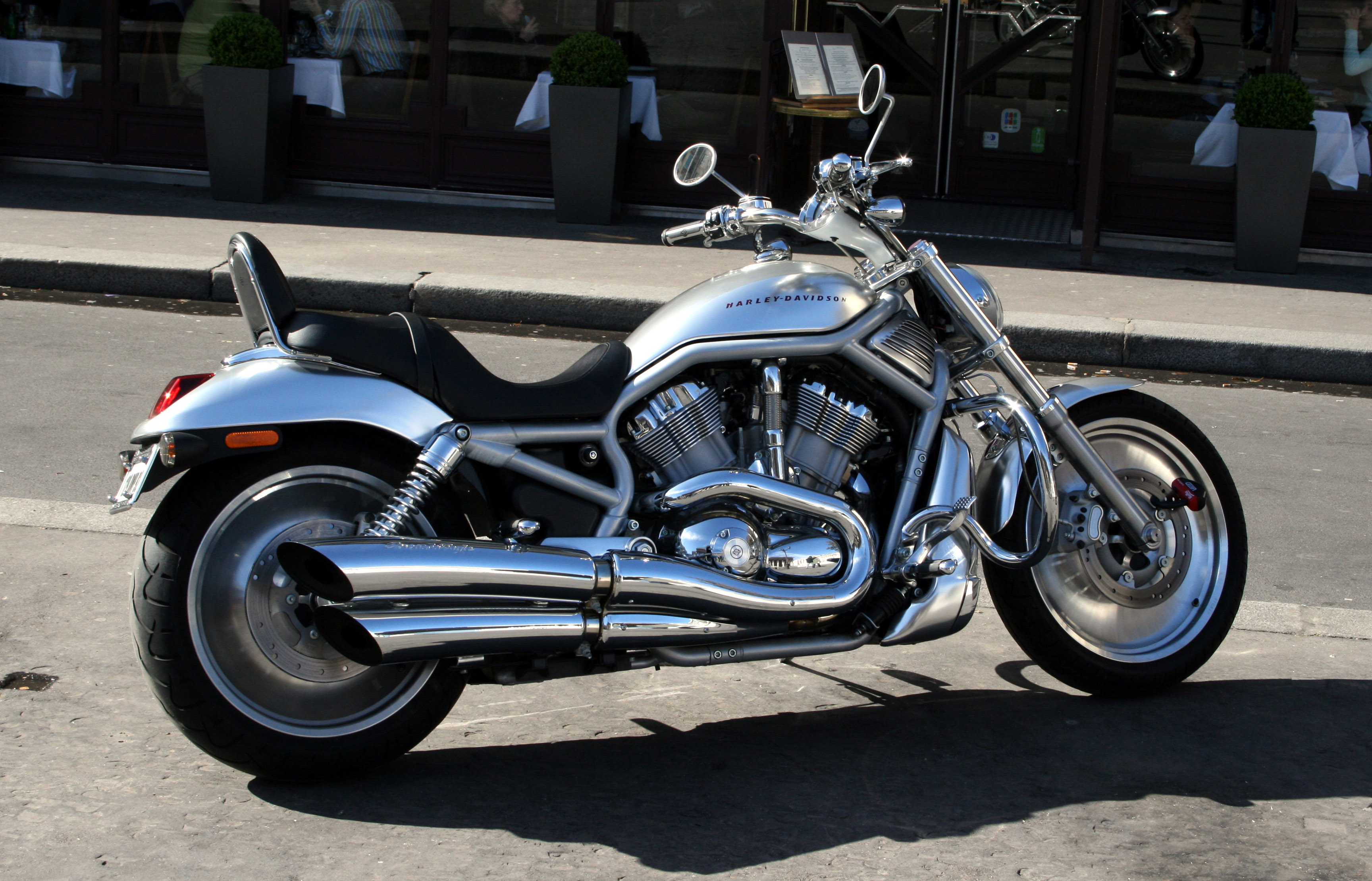
Harley-Davidson V-Rod
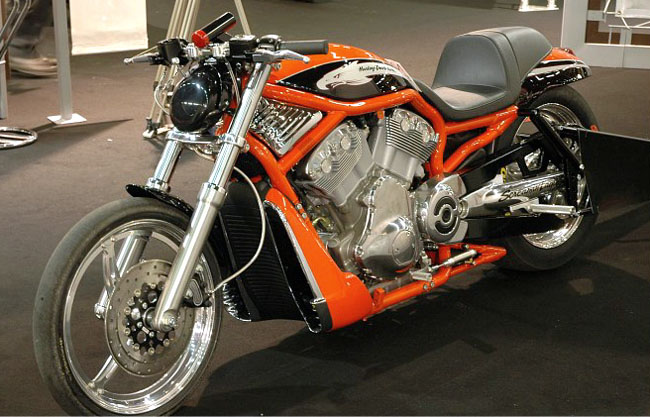
Harley-Davidson V-Rod Destroyer
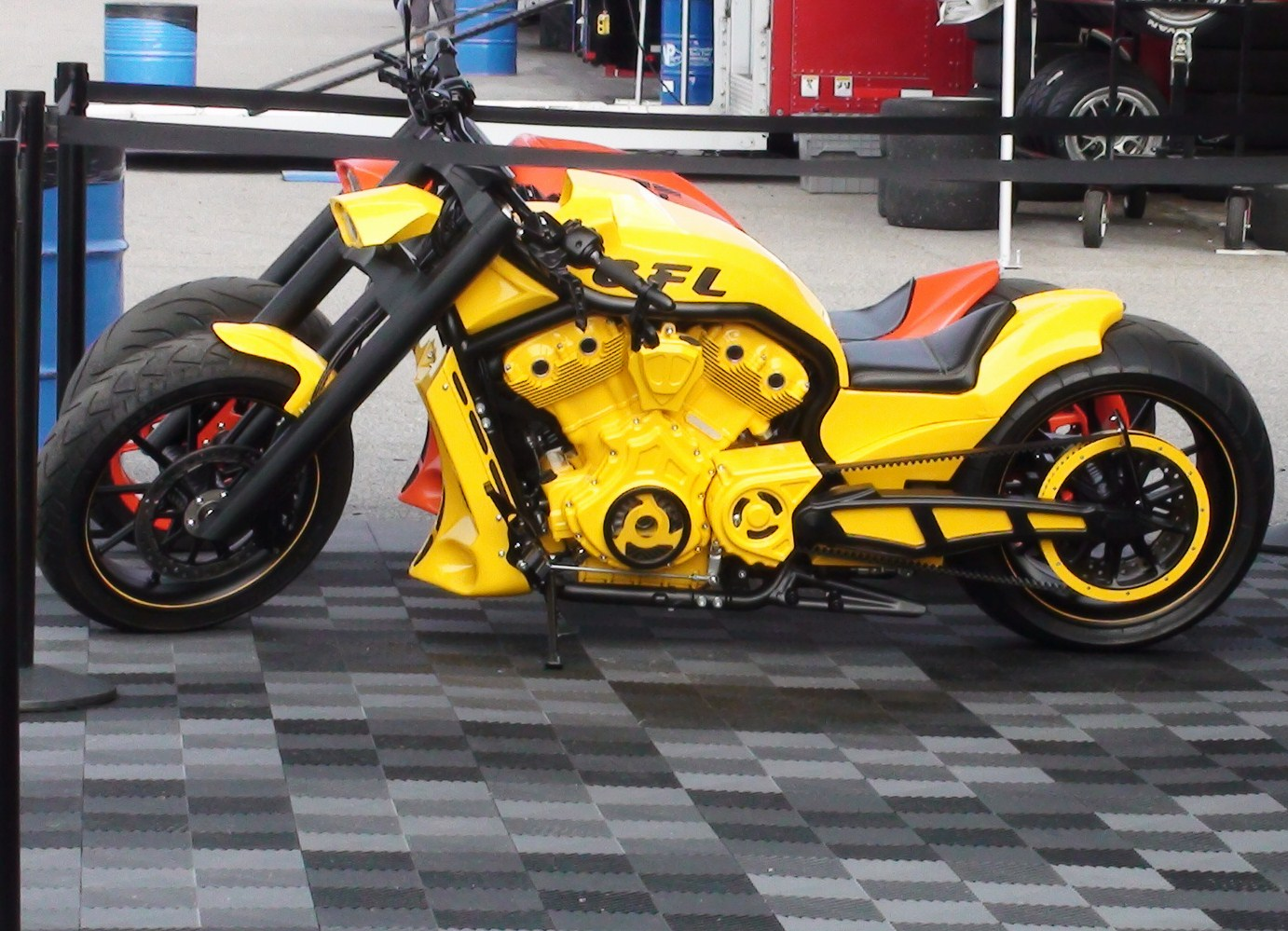
Customized V-Rod

In diesem Designlexikon wird „die neue, technoide V-Rod“, ein „integrierter Entwurf mit exponierter Rahmenkonstruktion“, als Bruch einer 70-jährigen Formentradition gedeutet, „ohne jedoch die klassische Chopper-Linie aufzugeben“. Die V-Rod der Modelljahre 2002 bis 2006 wird als „the original V-Rod“ gewertet, dem folgte eine Reihe von Variationen.